# Distretto governativo di Düsseldorf

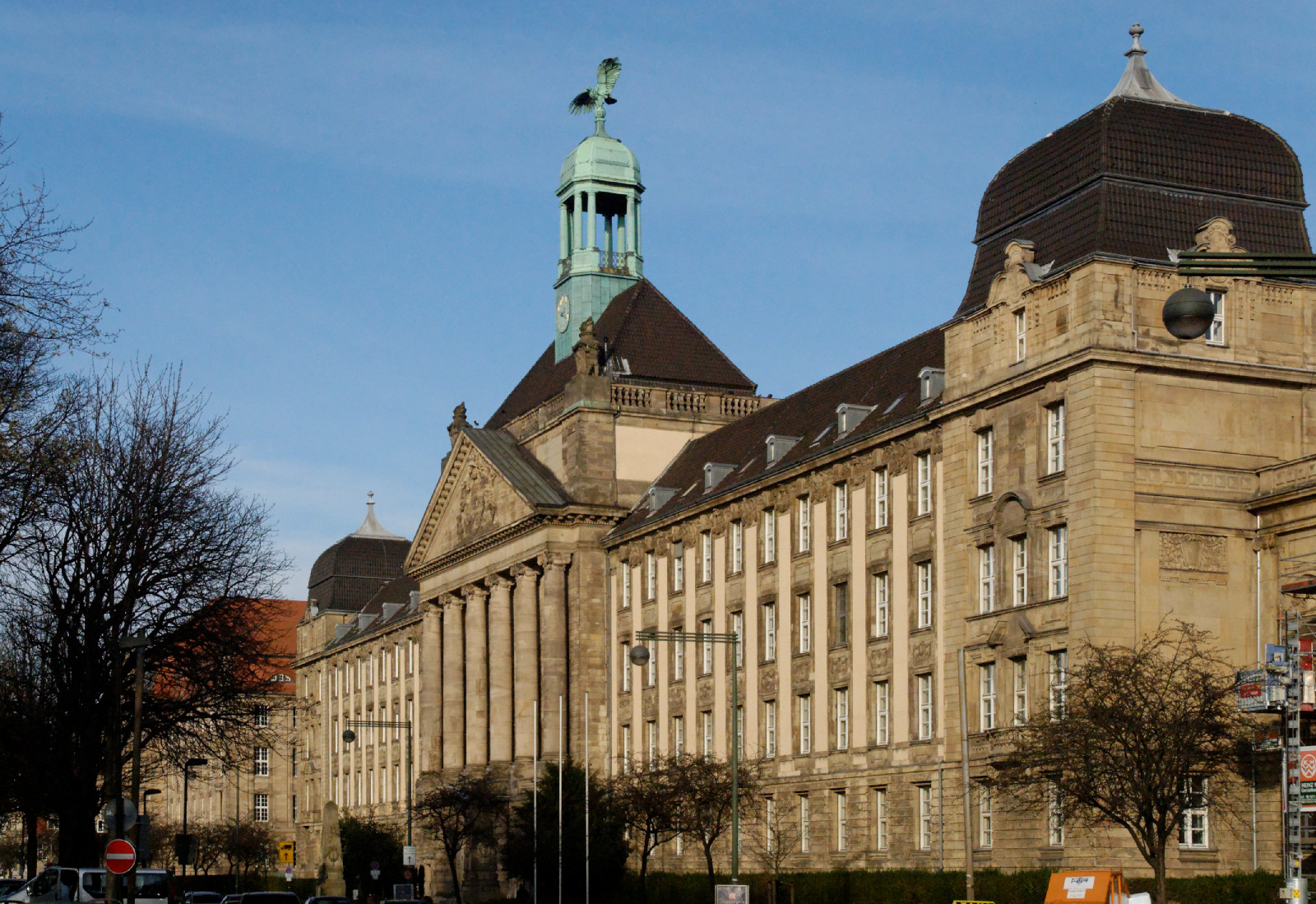
l'edificio governativo a Düsseldorf

Il distretto governativo di Düsseldorf è uno dei cinque distretti governativi del land della Renania Settentrionale-Vestfalia, nella confederazione territoriale del Nord Reno. Ha come capoluogo Düsseldorf.

## Geografia fisica
È situato nella parte centro-occidentale dello stato e confina coi Paesi Bassi. Il territorio comprende gran parte della regione della Rhein-Ruhr e conta un totale di 66 comuni.

## Storia
Fu creato nel 1815 quando la Prussia riorganizzò la sua amministrazione interna. Nel 1822 il distretto di Kleve fu annesso ad esso.

## Suddivisione
| Circondari rurali (Kreise)                             | Città indipendenti (Kreisfreie Städte) |
| ------------------------------------------------------ | --- |
| 1. Kleve 2. Mettmann 3. Reno-Neuss 4. Viersen 5. Wesel | 1. Düsseldorf 2. Duisburg 3. Essen 4. Krefeld 5. Mönchengladbach 6. Mülheim an der Ruhr 7. Oberhausen 8. Remscheid 9. Solingen 10. Wuppertal |